# إحصائيات انتشار الاكتئاب

المعدلات المعيارية المعدلة حسب العمر(DALY) للاضطرابات الاكتئابية أحادية القطب حسب الدولة (لكل 100،000 ساكن) في عام 2004.

أصبحت معدلات انتشار الاكتئاب محل دراسة في جميع أنحاء العالم. الاكتئاب هو أحد الأسباب الرئيسية للإصابة بالأمراض في جميع أنحاء العالم كما أوضح علم الأوبئة تتنوع تقديرات معدلات الانتشار على نطاق واسع من 3 ٪ في اليابان إلى 17 ٪ في الولايات المتحدة. تشير البيانات الوبائية إلى ارتفاع معدلات الاكتئاب في الشرق الأوسط وشمال إفريقيا وجنوب آسيا وأمريكا عنها في البلدان الأخرى. من بين البلدان العشرة التي شملتها الدراسة، يقع عدد الأشخاص الذين يعانون من الاكتئاب أثناء حياتهم في نطاق يتراوح بين 8 و12 ٪ من تعداد السكان في تلك البلدان.
في أمريكا الشمالية، تصل احتمالية الإصابة بنوبة اكتئاب جسيم خلال أي فترة تمتد لمدة عام إلى 3 - 5 ٪ للذكور و8-10 ٪ للإناث.

## التغيرات الديموغرافية
أظهرت الدراسات السكانية أن الاكتئاب الشديد يشيع بين النساء بمقدار الضعف تقريبًا عند الرجال، على الرغم من أنه لم يتضح بعد سبب ذلك. ترتبط الزيادة النسبية في الحدوث بتطور البلوغ بدلاً من العمر الزمني، وتصل إلى معدلات البالغين بين سن 15 و18 عامًا. ويبدو أنها مرتبطة بعوامل نفسية أكثر من العوامل الهرمونية.
من المرجح أن يعاني الأشخاص من الإصابة بأول نوبة اكتئاب عند أعمار تتراوح بين 30 و 40 عامًا، وتوجد ذزوة ثانية لكن بشكل أصغر بين 50 و 60 عامًا. يزداد خطر الاكتئاب الشديد مع الحالات العصبية مثل السكتة الدماغية ، أو مرض الشلل الرعاش، أو التصلب المتعدد، وخلال السنة الأولى بعد الولادة. يرتبط خطر الاكتئاب الشديد أيضًا بالضغوط البيئية التي تواجهها مجموعات سكانية مثل مقاتلي الحروب أو الأطباء.
كما يعتبر الاكتئاب أكثر الأمراض شيوعًا بعد أمراض القلب والأوعية الدموية، كما ينتشر بشكل أكبر بين الطبقات ذات الدخل الضعيف مُقارنةً بذوي الدخل المرتفع. تتعارض الدراسات حول انتشار الاكتئاب لدى كبار السن، لكن تشير معظم البيانات إلى وجود انخفاض في هذه الفئة العمرية. تُعدّ الاضطرابات الاكتئابية أكثر شيوعًا في المناطق الحضرية عنها في المناطق الريفية، وبشكل عام يرتفع معدل الإصابة في المجموعات ذات العوامل الاجتماعية والاقتصادية الضارة، على سبيل المثال في الأشخاص الذين لا مأوى لهم.
لم تصل البيانات حول الانتشار النسبي للاكتئاب الشديد بين المجموعات العرقية المختلفة إلى إجماع واضح. ومع ذلك، فإن الدراسة الوحيدة المعروفة التي غطت عسر الولادة وجدت على وجه التحديد أنها أكثر شيوعًا في الأمريكيون الأفارقة والأمريكيون المكسيكيون أكثر من الأمريكيين الأوروبيين.
تشير التوقعات إلى أن الاكتئاب قد يكون السبب الرئيسي الثاني في فقدان الحياة بعد أمراض القلب والأوعية الدموية بحلول عام 2020.
في عام 2016، وجدت دراسة وجود علاقة بين وسائل منع الحمل الهرمونية والاكتئاب.